# Bulgare oriental
Vous lisez un « bon article » labellisé en 2019.
Le Bulgare oriental  (bulgare : Източнобългарски кон) est une race de chevaux de sport originaire de Bulgarie, originellement destinée à la traction légère, puis re-sélectionnée pour les sports équestres.
Son histoire est intimement liée au haras de Kabiuk, dans lequel il émerge dès la fin du XIXe siècle à partir de croisements entre Arabe, Anglo-arabe et Pur-sang. Officiellement reconnu en 1951, il est depuis essentiellement croisé avec le Pur-sang, dans l'objectif des performances en sports équestres et courses hippiques de haut niveau. 
Le Bulgare oriental est un cheval robuste, fin et léger, qui a gagné une certaine popularité dans les compétitions de steeple-chase et de concours complet d'équitation. La race connaît néanmoins une forte réduction d'effectifs depuis la fin du XXe siècle, étant désormais considérée comme rare. En 2016, il ne reste qu'environ 150 représentants du Bulgare oriental. 

## Dénomination
Le nom en bulgare est Източнобългарски кон, dont la transcription latine est istotchnobolgarskii kon. La traduction  « Bulgare oriental » est proposée dès 2002 par Jean-Claude Boulet, l'auteur du Dictionnaire multilingue du cheval.

## Histoire
La particularité du Bulgare oriental au sein des chevaux de sport européens est que cette race ne provient pas du tout de chevaux locaux de la Bulgarie, mais uniquement de croisements réalisés à partir de races extérieures.
Le Bulgare oriental est sélectionné à la fin du XIXe siècle, par croisements dans les haras de Kabiuk (ou haras de Vassil Kolarov, près de Choumen) et de Bozhurishte, à partir de chevaux de race Arabe, Anglo-arabe, et de divers croisements à base de Pur-sang,. Il est officiellement reconnu en 1951, son stud-book est créé en 1959. Il est ensuite exclusivement croisé avec le Pur-sang, qui influence nettement la race, tout particulièrement les étalons pur-sang Laudon, Kozak, Woostershire, Gremy, Neron, Tihany, Edelknabe et Zenger. Les demi-sangs Betjar, Fenek, Gallion et Furioso VII-3 entrent aussi dans le processus de croisement. Le Bulgare oriental est ainsi élevé en race pure durant plusieurs décennies.
La sélection s'oriente vers le cheval de sport à partir des années 1980, incluant des croisements avec les races Hanovrien, Trakehner, Holsteiner et Selle français. En 1987, le Bulgare oriental compte pour 39 % du total des chevaux de race en Bulgarie.
En 2009, l'effectif recensé n'est que de 500 individus. L'année suivante, le Bulgare oriental est éligible aux aides européennes accordées à la préservation des races animales domestiques menacées de la Bulgarie, à hauteur de 200 € par cheval détenu par un éleveur privé. Un programme de conservation est par ailleurs mis en place, à partir de 140 juments et 15 étalons.

## Description

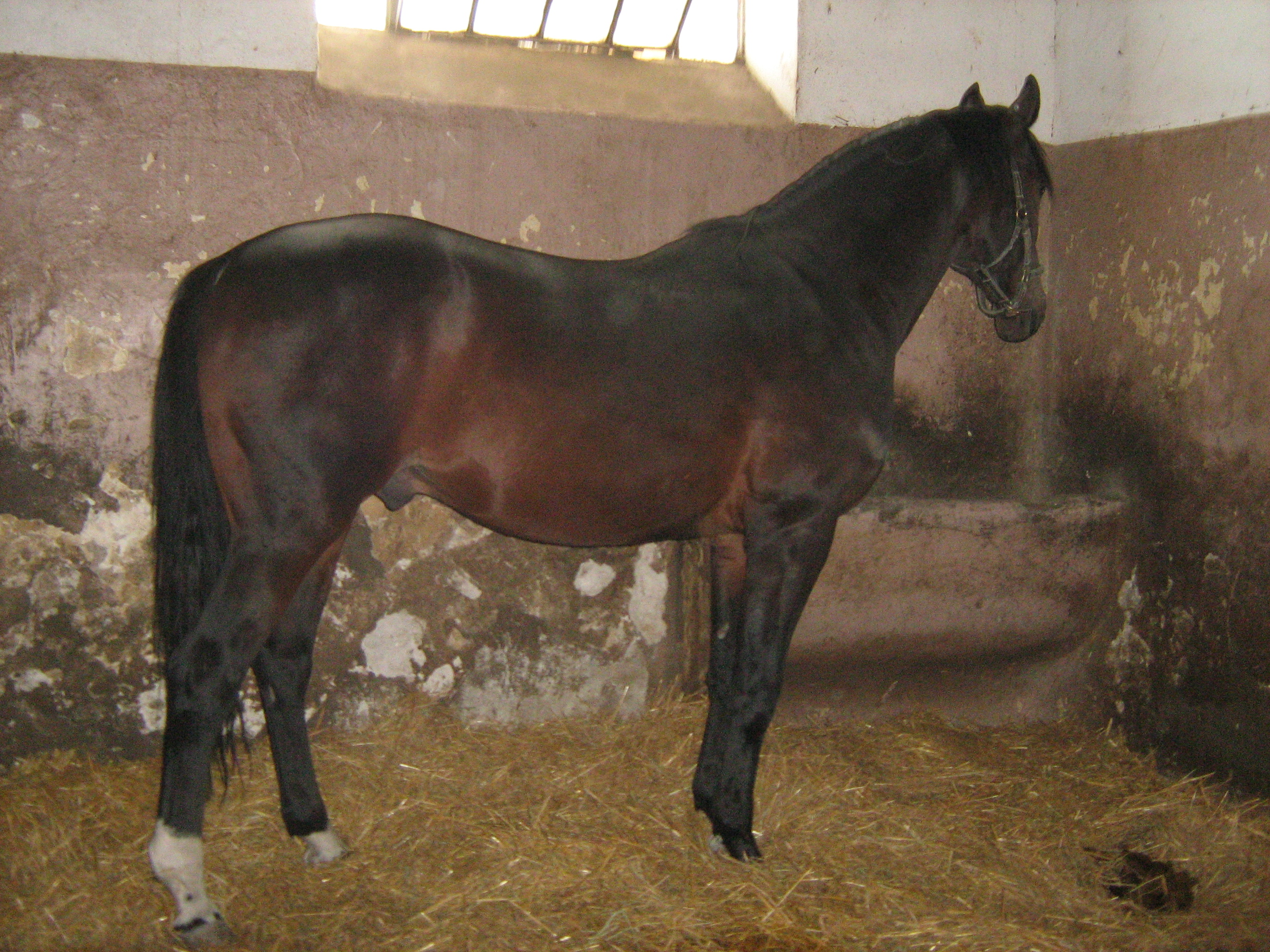
Tarzan, cheval Bulgare oriental bai.

La taille moyenne renseignée dans la base de données DAD-IS est de 1,67 m chez les mâles et 1,63 m chez les femelles, pour un poids moyen respectif de 550 et 450 kg. Le CAB International (2016) indique une moyenne de 1,50 m à 1,62 m. Maurizio Bongianni (1988) indiquait une fourchette plus réduite, soit de 1,50 m à 1,60 m. Au contraire, le site officiel de la race indique une fourchette plus haute, de 1,62 m à 1,70 m.
Le poids de naissance va de 40 (pour les pouliches) à 45 kg (pour les poulains). 

### Morphologie
Jane Kidd (1986) considère le Bulgare oriental comme la plus « raffinée » des trois races bulgares de haras, les deux autres étant le Danubien et le Pleven.
Les croisements avec le Pur-sang ont entraîné une nette homogénéité de modèle chez le Bulgare oriental. C'est un cheval de selle de modèle mésomorphe, et de constitution robuste. Il présente le type Anglo-arabe ou Pur-sang, en plus compact. La tête, de taille moyenne, légère, fine et sèche, présente un profil rectiligne,, des naseaux larges et bien dessinés, des ganaches larges, des yeux vifs et expressifs, dans des orbites bien définies, et des oreilles de longueur moyenne. 
La tête est attachée à une encolure plutôt longue,, et droite, par une attache de gorge large. Le garrot est long et bien sorti, le poitrail plutôt large et profond. L'épaule est légèrement inclinée,. Le dos est long et droit, la croupe musculeuse, longue et large, et légèrement inclinée. Les membres sont solides, avec un bon développement musculaire. Les pieds sont durs,.

### Robe
La robe est généralement baie, alezane, noire, plus rarement grise, et exceptionnellement pie sur base alezane,. D'après Bongianni, le noir et l'alezan sont les robes les plus fréquentes.

### Tempérament et entretien
Ses mouvements sont déliés. Il est réputé endurant et élégant. Ces chevaux sont mis à la reproduction à partir de l'âge de 3 ans, et leur productivité est estimée durer jusqu'à leur 20 ans. Le Bulgare oriental est élevé en système intensif ou semi-intensif stationnaire, avec compléments de nourriture si le pâturage ne suffit pas. En 2004, un article sur les concentrations en lysozymes est publiée après étude, entre autres, de chevaux Bulgare oriental : les taux retrouvés sont similaires à ceux du Pur-sang, et moins élevés que chez des races telles que le Hanovrien, mais pourraient plutôt résulter des conditions d'élevage des animaux concernés. Une étude publiée en 2006 a porté sur l'intoxication par le Datura officinal (Datura stramonium), possible chez ces chevaux.

### Sélection

Logo de l'Association du Bulgare oriental.

La sélection est assurée par l'Association du Bulgare oriental, et par l'Agence exécutive de sélection et de reproduction en élevage. La race est répartie en lignées et familles bien connues des éleveurs. Cette association a déployé de grands efforts, au début des années 2010, pour re-publier les volumes I et II du stud-book de la race, et pour publier ses volumes III et IV.

## Utilisations

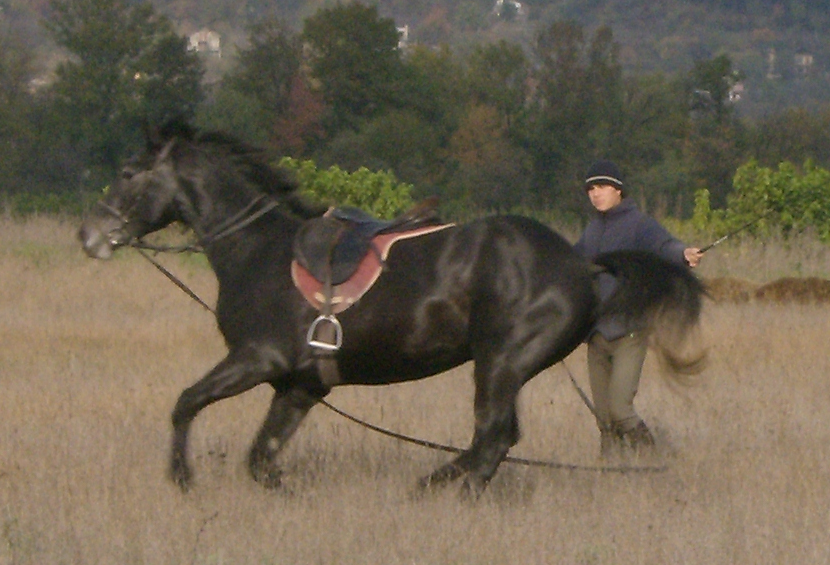
Bulgare oriental à l'entraînement.

Le Bulgare oriental est destiné à la selle, aux courses d'obstacles et à la traction légère,,. Cheval de sport apte au saut d'obstacles, au dressage et au concours complet d'équitation, il peut aussi servir de cheval de loisir dans son pays natal, y compris pour les enfants,. Il dispose d'un bon coup de saut  et d'une excellente capacité de travail. Il est particulièrement performant en concours complet. Le Bulgare oriental a aussi de nombreuses victoires à son actif dans le grand steeple chase de Pardubice. Sa capacité à la course a fait l'objet d'une étude en 1990.
En 1972, une jument Bulgare oriental, Gondola, a participé aux Jeux olympiques de Munich.

## Diffusion de l'élevage

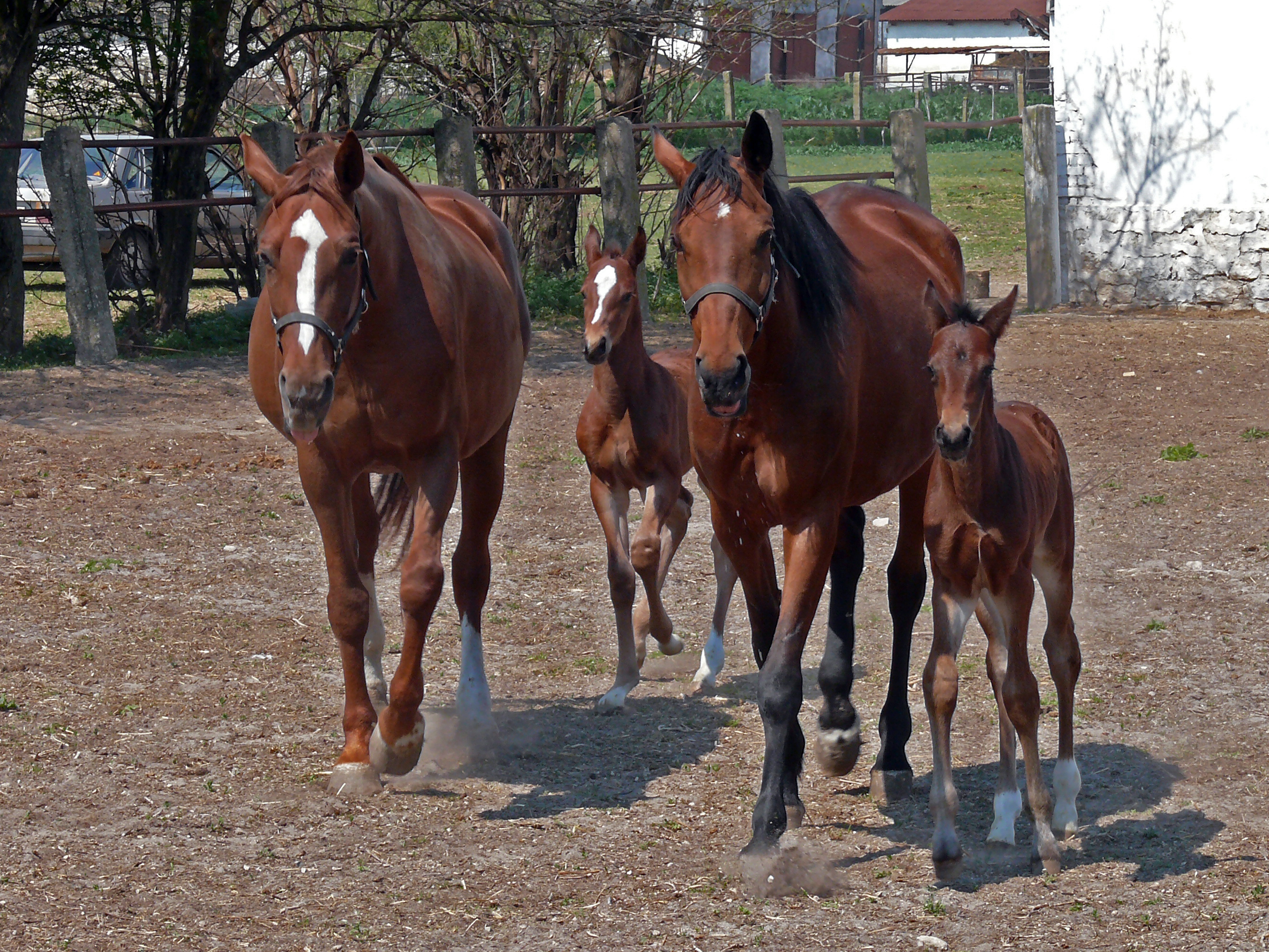
Juments Bulgare oriental et leur poulain à Kabiuk.

Malgré ses origines génétiques extérieures, le Bulgare oriental est considéré, sur DAD-IS, comme une race native de Bulgarie. Répandu à travers tout ce pays, historiquement, il est davantage présent dans l'Est. Bonnie Lou Hendricks (2007, réédition d'un ouvrage de 1995) signalait la race comme « commune ». Le Bulgare oriental n'est pas cité dans l'étude menée par Rupak Khadka de l'université d'Uppsala, et publiée en 2010 pour la FAO. 
Le Bulgare oriental est indiqué comme rare sur DAD-IS (2019). Par ailleurs, l'ouvrage Equine Science (4e édition de 2012) le classe parmi les races de chevaux de selle peu connues au niveau international. Le CAB International indique (2016) que la race est en grave danger, avec un effectif d'environ 140 juments et 15 étalons. La même année, Plamen Petkov, directeur du haras de Kabiuk, déclare garder dans son haras « une grande partie de la race Bulgare orientale - environ 160 animaux ». Les effectifs indiqués sur DAD-IS sont de 227 chevaux enregistrés comme Bulgare oriental en 2014, pour seulement 186 en 2017, avec tendance à la stabilité.
Au contraire de toutes les sources précédentes, il est écrit dans le guide Delachaux (2014 et 2016) que la race « est appréciée en Bulgarie et se porte bien ».
Le Bulgare oriental était représenté au Sliven Breeding Exhibition de 2018, une foire agricole bulgare qui attire des visiteurs de toute l'Europe,.